# Songthela longbao
Espèce
Songthela longbao est une espèce d'araignées mésothèles de la famille des Liphistiidae.

## Distribution
Cette espèce est endémique de Chongqing en Chine,. Elle se rencontre dans le district de Wanzhou.

## Description
Le mâle holotype mesure 14,08 mm et la femelle 13,92 mm, les mâles mesurent de 10,37 à 14,08 mm et les femelles de 11,00 à 17,12 mm.

## Systématique et taxinomie
Cette espèce a été décrite par Chen, Liu, Li et Xu en 2022.

## Étymologie
Son nom d'espèce lui a été donné en référence au lieu de sa découverte, le mont Longbao.

## Publication originale
- Chen, Liu, Li & Xu, 2022 : « Four new species of the primitively segmented spider genus Songthela (Mesothelae, Liphistiidae) from Chongqing Municipality, China. » Zootaxa, no 5091(4), p. 546-558.